# WePink
A Wepink é uma marca brasileira de cosméticos fundada em outubro de 2021 por Virginia Fonseca, influenciadora digital, e Samara Pink, empresária do setor de beleza. A ideia surgiu durante a primeira gravidez de Virginia, quando enfrentou problemas de acne e buscava soluções no mercado de cosméticos. A partir dessa necessidade, desenvolveram o sérum 10 em 1, que se tornou o produto inaugural da marca.
Com um investimento inicial de R$ 3 milhões, a Wepink alcançou um faturamento de R$ 10 milhões no primeiro mês de operação. Desde então, expandiu seu portfólio para incluir maquiagens, loções corporais, cremes hidratantes e perfumes. A marca é voltada principalmente para mulheres jovens que buscam produtos de beleza que aliam qualidade e acessibilidade, com forte presença nas redes sociais e estratégias de marketing digital eficazes.

## História
A Wepink foi criada em outubro de 2021 por Virginia Fonseca, influenciadora digital, e Samara Pink, empresária do setor de beleza. A ideia surgiu durante a primeira gravidez de Virginia, quando enfrentou problemas de acne e buscava soluções no mercado de cosméticos. Em parceria com Samara, desenvolveram o sérum 10 em 1, que se tornou o produto inaugural da marca.
Com um investimento inicial de R$ 3 milhões, a Wepink alcançou um faturamento de R$ 10 milhões no primeiro mês, mesmo com um único produto. Desde então, expandiu seu portfólio para mais de 115 itens, incluindo maquiagens, loções corporais, hidratantes e perfumes. Em 2023, registrou um faturamento de R$ 325 milhões, consolidando-se como um dos maiores cases de sucesso no mercado de cosméticos digitais do Brasil.
A marca iniciou sua expansão internacional em julho de 2024, com a inauguração da primeira franquia nos Estados Unidos, localizada na Yes Mega Store, em Orlando. Além disso, planeja abrir um centro de distribuição no país em 2025.
A Wepink é uma empresa independente, fundada por Virginia Fonseca, Lucas Chaopeng, Samara Pink e Thiago Stabile. Até o momento, não há registro de aquisições, fusões ou pertencimento a grandes grupos empresariais.

## Produtos
A Wepink possui um portfólio diversificado de produtos de beleza, abrangendo cuidados com a pele, maquiagem, perfumaria e bem-estar. A marca destaca-se por integrar ativos de skincare em seus cosméticos e por estratégias de marketing digital inovadoras.

### Linhas principais
Maquiagem: A linha inclui bases, batons, glosses, iluminadores, rímeis, pós compactos e ceras para sobrancelhas. A base Wepink Beauty Base, lançada em março de 2023, combina maquiagem e cuidados com a pele, contendo vitamina E, ácido hialurônico, niacinamida e esqualano vegetal. O lançamento gerou R$ 1,5 milhão em vendas em apenas oito horas.
Perfumaria: A marca oferece perfumes e body splashes com diversas fragrâncias. Em julho de 2023, lançou o perfume Liberté e um kit com cinco body splashes, contribuindo para um faturamento de R$ 40 milhões no mês.
Bem-estar: A Wepink também investe em suplementos, como cápsulas de melatonina com triptofano, visando melhorar a qualidade do sono e a imunidade.

### Lançamentos notáveis
Linha Candy Gloss: Inspirada em doces da infância, a linha ganhou cinco novas cores em 2024: Jujuba, Bubble Gum, Pirulipop, Sorvetin e Pistacho. Os glosses são enriquecidos com ácido hialurônico e manteiga de karité, proporcionando hidratação e brilho aos lábios.
Perfumes recentes: Entre os lançamentos estão Perfect Pear, Changes, Bourbon, Heaven e Wonderful, cada um com combinações únicas de notas olfativas, atendendo a diferentes preferências.

### Tecnologias e diferenciais
A Wepink investe em inovação, incorporando ativos de skincare em seus produtos de maquiagem, como ácido hialurônico e niacinamida. Além disso, utiliza inteligência artificial para personalizar a experiência de compra dos clientes, oferecendo recomendações baseadas em preferências individuais. A marca também aprimorou sua logística, expandindo centros de distribuição para atender à demanda crescente de forma eficiente.

## Marketing e Campanhas
A Wepink utiliza estratégias de marketing digital baseadas na proximidade com o público e na utilização intensiva das redes sociais. Um dos principais métodos de divulgação da marca é o live commerce, formato em que produtos são lançados e comercializados ao vivo, com interação direta entre consumidores e apresentadores. Em uma dessas transmissões, a empresa registrou um faturamento de R$ 15 milhões em apenas uma hora, superando as expectativas iniciais. Outra live relâmpago gerou R$ 4,6 milhões em vendas em 20 minutos, com descontos de até 70%.
A empresa conta com a participação de influenciadores digitais e celebridades em suas campanhas publicitárias. Em 2023, o jogador Neymar Jr. foi anunciado como integrante da "família Wepink", estratégia que ampliou o alcance da marca junto a novos públicos. A Wepink também realiza parcerias com outros influenciadores para promoção de seus produtos.
A fundadora da marca, Virgínia Fonseca, possui mais de 47 milhões de seguidores no Instagram, plataforma pela qual divulga lançamentos, conteúdo de bastidores e interage com o público. A Wepink realiza ainda campanhas sazonais que costumam gerar alto engajamento, como as ações realizadas no Dia das Crianças.

## Recepção e Impacto

### Controvérsias
A Wepink recebeu críticas mistas desde seu lançamento. Em março de 2023, a marca enfrentou controvérsia com o lançamento da base líquida Wepink Beauty, acusada de propaganda enganosa. Influenciadores apontaram que o produto não atendia às promessas de cuidados com a pele, como hidratação e anti-idade, e que seu preço elevado não correspondia à qualidade percebida. Apesar disso, o produto gerou R$ 1,5 milhão em vendas em apenas oito horas.
Além disso, a marca acumulou mais de 40 mil reclamações no site Reclame Aqui nos últimos seis meses de 2024, superando empresas de setores como telefonia e bancos. As principais queixas envolvem atrasos na entrega de produtos e falta de resposta ao consumidor. Apesar disso, a empresa mantém uma reputação "regular" no site, com um índice de solução de cerca de 70%.

### Prêmios e Reconhecimentos
Virginia Fonseca, cofundadora da Wepink, recebeu diversos prêmios ao longo de sua carreira como influenciadora digital, como "TikToker do Ano" pelo iBest em 2021, "Influenciador Brasileiro do Ano" pelo People's Choice Awards em 2022 e "Musa das Trends" no TikTok Awards em 2023.

### Influência Cultural e no Mercado
A Wepink teve um impacto significativo no mercado de cosméticos brasileiro, especialmente no segmento de vendas diretas via redes sociais. A marca se destaca por suas transmissões ao vivo, chamadas de "live commerce", que geram vendas expressivas. Por exemplo, em uma live realizada em Paris, a empresa faturou R$ 9,3 milhões em uma hora. Em novembro de 2023, a marca registrou R$ 114 milhões em vendas, com mais de 723 mil produtos comercializados.
Além das vendas, a marca influenciou o comportamento de consumo, especialmente entre o público jovem, que valoriza a interação direta com os influenciadores e a sensação de exclusividade proporcionada pelas transmissões ao vivo. A Wepink também se destaca por sua presença digital, com mais de 50 milhões de seguidores no Instagram, e por suas campanhas promocionais que geram grande engajamento nas redes sociais.